# Petrologie
Petrologie is een onderzoeksgebied binnen de geologie dat zich richt op het bestuderen van de samenstelling van gesteenten en de omstandigheden waaronder deze zijn ontstaan. Het woord petrologie is afgeleid van de Griekse woorden πετρος, petros, dat gesteente betekent en λόγος, logos, kennis. Er zijn drie subdisciplines binnen de petrologie, overeenkomstig met de drie gesteente-typen: stollingsgesteente, metamorf gesteente en sedimentair gesteente. Afzettingsgesteente en sedimentair gesteente zijn hetzelfde.
- Stollingspetrologie richt zich op het ontstaan van rotsen van gekristalliseerd magma
- Metamorfe petrologie richt zich op de veranderingen die een rots ondervindt ten gevolge van druk en temperatuur
- Afzettingspetrologie richt zich op de processen waarbij het afzettingsgesteente wordt gevormd

Petrologie maakt gebruik van het klassieke vlak van de mineralogie, microscopische petrografie en chemische analyses, voor het beschrijven van de samenstelling en de structuur van gesteenten. Moderne petrologen gebruiken ook de principes van de geochemie en de geofysica door het bestuderen van geochemische trends en cycli en het gebruik van thermodynamische gegevens en experimenten om de oorsprong van gesteenten beter te kunnen begrijpen.
Bodemkunde · Biogeografie · Biogeologie · Fysische geografie · Geoarcheologie · Geochemie · Geodesie · Geofysica · Geomorfologie · Geologie · Glaciologie · Hydrografie · Hydrologie · Klimatologie · Limnologie · Meteorologie · Mijnbouwkunde · Mineralogie · Oceanografie · Paleo-oceanografie · Paleoklimatologie · Paleontologie · Sedimentologie · Seismologie · Speleologie · Stratigrafie · Vulkanologie